# Église Saint-Dominique de Grenade
Pour les articles homonymes, voir Église Saint-Dominique.
L'église Saint-Dominique de Grenade est  située dans le centre historique de la ville andalouse. Elle se trouve dans le populaire quartier du Realejo, sur une place où se trouve le monument à Louis de Grenade.

## Histoire
Sa construction a débuté en 1512, et elle fait partie du Couvent de Santa Cruz la Real. Elle a été commencée en style gothique, dont sont conservés ses arcs et des tours. Elle a postérieurement été complétée en styles  Renaissance et Baroque et à l'époque plus récente par divers artistes, ce qui fait de ce temple un des bâtiments religieux plus singuliers de  Grenade.

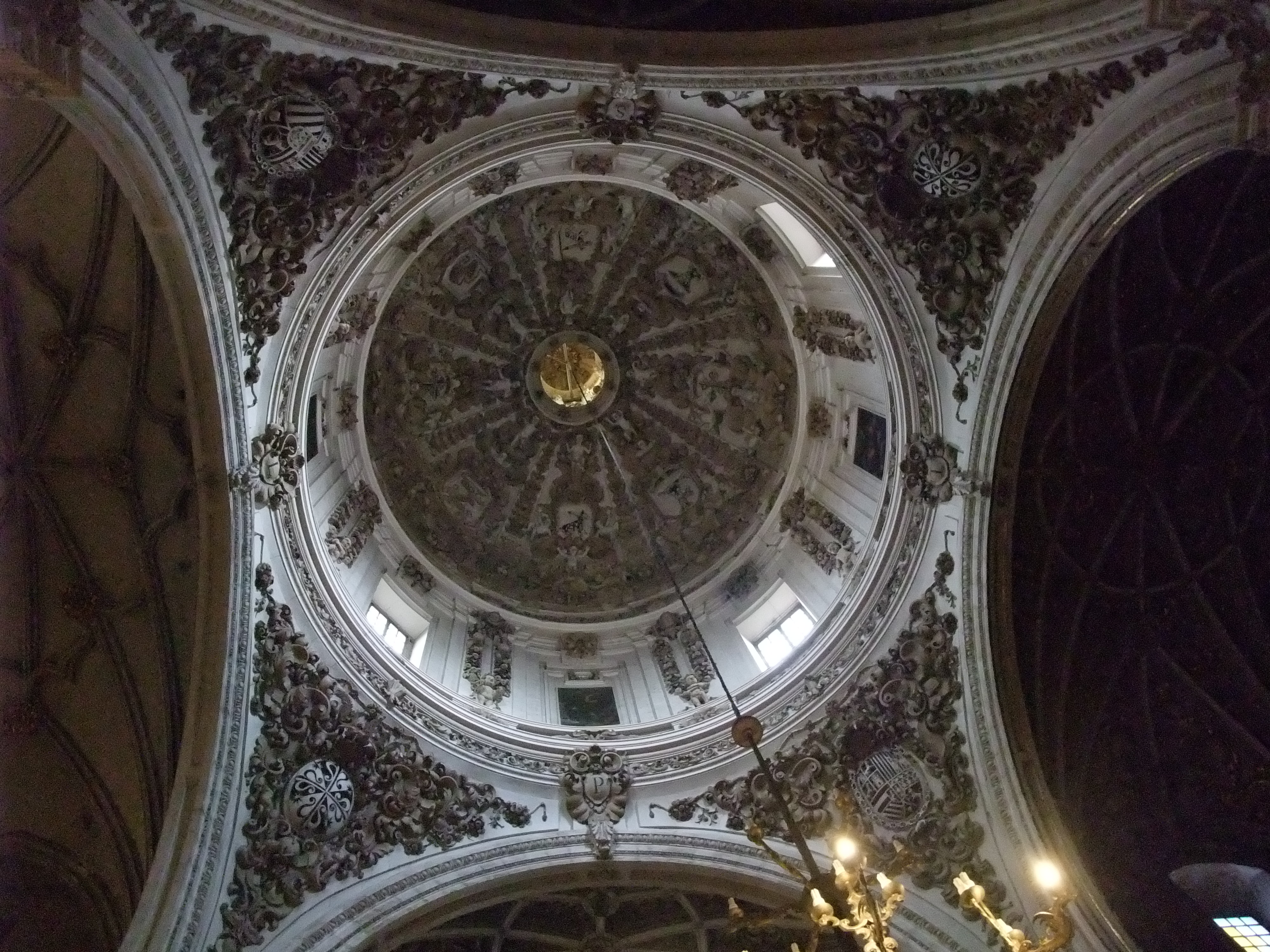
Dôme

Les Fraternités et Confréries de Grenade qui ont son siège canonique dans cette église sont :
- Archiconfrérie de la Vierge du Rosaire Couronnée
- Fraternité de la Sainte Cène[3].
- Fraternité de l'Humilité[3].
- Fraternité des Trois Chutes[3].

## Source de traduction
- (es) Cet article est partiellement ou en totalité issu de l’article de Wikipédia en espagnol intitulé « Iglesia de Santo Domingo (Granada) » (voir la liste des auteurs).